# Dolichos zovuanyi
Dolichos zovuanyi är en ärtväxtart som beskrevs av Rudolf Wilczek. Dolichos zovuanyi ingår i släktet Dolichos och familjen ärtväxter. Inga underarter finns listade i Catalogue of Life.